# Football Club de Martigues
 (janvier 2023).
Si vous disposez d'ouvrages ou d'articles de référence ou si vous connaissez des sites web de qualité traitant du thème abordé ici, merci de compléter l'article en donnant les références utiles à sa vérifiabilité et en les liant à la section « Notes et références ».
Pour les articles homonymes, voir FCM.
Maillots
Actualités
Dernière mise à jour : 17 août 2025.
Le Football Club de Martigues, abrégé en FC Martigues, est un club de football français situé à Martigues dans les Bouches-du-Rhône.
Le club évolue en Ligue 2 en 2024-2025. En 2025, le club est relégué administrativement d'abord en Régional 1, puis en Départemental. L'équipe première évolue au Stade Francis-Turcan.
Le club est présidé par Pierre Wantiez depuis juillet 2024 et est entraîné par Hakim Malek depuis janvier 2025.

## Histoire

### Genèse du club (1921-1945)
C’est en 1919 que plusieurs amateurs de football, notamment des membres de l’OM, vont être les initiateurs du football martégal en fondant le Sporting Club de Martigues qui deviendra en 1921, le Football Club de Martigues.
Les couleurs du maillot « Sang et Or » du club sont issues du club de rugby de l’US Perpignan et représentent également les couleurs de la Provence. En décembre 1921, à Marseille, les premiers matchs officiels se déroulent lors d’un tournoi de Noël face aux Aygalades avec la victoire du FCM. Le premier derby de l’Etang de Berre a vu le FCM battre le club de Port-de-Bouc sur le score de 2 à 0.
En 1923, le club évolue au stade Albert Pommé qui est situé à proximité du boulevard Camille Pelletan, puis juste avant la Seconde Guerre mondiale, la ville fait édifier le stade Aldéric Chave qui va voir des affluences avec près de 2000 spectateurs, jusqu’à 4000 lors des derbies face à Port-de-Bouc notamment. Le club devient champion de Provence de Première Division en 1935. La Seconde Guerre, plusieurs membres du FCM tombent tels que Paul Di Lorto, Marius Arnaud, Paul-Baptistin Lombard ou Aldéric Chave.

### L'Après-Guerre (1945-1968)
Après la fin de la guerre en 1945, le sport reprend ses droits et le FCM recrute son premier coach en la personne de Georges Kramer (ex-international Suisse). Lors de la saison 1947- 1948, René Dambrine, alors entraîneur-joueur, gagne avec sa formation le titre de Champion de Provence de Promotion Honneur. L’ex-joueur professionnel de Nice, Robert Costamagna lui succède et amène le club à la première accession en Division d’Honneur. Le FCM reste plusieurs saisons dans le Championnat de Promotion Honneur. Durant 11 saisons, les martégaux bataillent dans les derbys de l’Etang, finissant la plupart du temps deuxième du championnat. Plusieurs entraîneurs se succèdent durant ces saisons tels que Molina, Defosse ou Huart.
En 1963-1964, le club accède à nouveau à la Division Honneur et parvient également aux 32e de finales de la Coupe de France, sous la direction de l’entraîneur Émile Daniel. De plus, durant cette saison, le FCM connaît son premier record d’affluence avec près de 5000 spectateurs au Stade Aldéric Chave pour le derby de choc face à l’US Marignane du 5 avril 1964 où Martigues aligne une des meilleures formations de son histoire.
En 1967, le club poursuit son ascension avec l’arrivée de Jacques Sucré qui sera élu entraîneur de l’année en Division 2 en 1974 et en 1977, qui restera le coach emblématique du FCM durant 13 saisons et l’un des auteurs des plus belles pages de l’histoire du football martégal.

### Le renouveau (1968-1974)
Le 15 juin 1968, les martégaux gagnent en Avignon leur premier grand titre à savoir la Coupe Gambardella. Après une bataille acharnée face à l’équipe de Reims (2 à 2 à la fin du temps règlementaire, puis 7 à 7 à l’issue des tirs de corners à l’époque), le club remporte l’épreuve grâce à la plus petite moyenne d’âge entre les deux équipes.
Ce n’est qu’en 1970 seulement que le FCM obtient enfin sa première victoire en Coupe de Provence, après avoir été le « Poulidor de la Coupe » comme le disait le Président de l’époque, Monsieur Huc. C’est Yves Herbet qui a été le premier martégal à soulever cette coupe.
Grâce à la pugnacité du président martégal Huc et à la compétence de l’entraîneur Jacques Sucre, le FCM obtient en 1970 son premier titre de champion de Division d’Honneur face au Rapid de Menton, ce qui permet l’accession en Division 2 afin de jouer face à des équipes de renom, telles que la réserve stéphanoise (mauvais souvenir pour les martégaux avec une défaite sur le score de huit à zéro). Ensuite, le club accède au niveau National de l’époque (aujourd’hui Ligue 2) où il évolue avec ses moyens face à des équipes pros aux budgets supérieurs.
En 1973-1974, le club martégal termine champion du groupe Sud, mais n’arrive que second dans la conquête du titre de Champion de France avec des joueurs comme Brot, Zacharias, Meyer ou Mercet, Piatti.

### Montée en Division 2 et premières gloires (1974-1987)

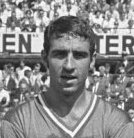
Bernard Bosquier a terminé sa carrière sous les couleurs martégales.

En 1974, le FCM gagne à nouveau le droit de monter en Division 2, et ce pour y rester durant 19 saisons. Le club se maintient dans l’anti chambre du football français en recrutant des joueurs tels que Bernard Bosquier, Green, Herbet, Kassoyan, Ricard… Ces années signent l’heure du changement avec le départ du président Huc et de l’entraîneur Sucré en 1980.
La saison 1980-1981 est marquée par l’arrivée à la tête du club pour un an du tandem Francis Barthélémy et Jean-Marie Bianchi avec Yves Herbet en tant qu’entraîneur. Avec Jean-Marie Bianchi, le club redevient un club familial avec le retour dans l’effectif de la jeunesse martégale, et l’équipe va parvenir jusqu’au quart de finale de la Coupe de France en étant éliminé par le SC Bastia.
L’aventure de 1981 en Coupe de France des martégaux est restée gravée dans les mémoires où le FCM allait battre Lyon puis le SC Bastia au match aller mais en Corse, les sangs et or allaient perdre sur le score de 5 à 0.
En Coupe de France, le club a écrit de belles pages en battant des clubs comme le FC Sète, Strasbourg, l’AS Monaco ou encore le SC Bastia. Ces rencontres aimantaient les provençaux et autres supporters et le stade accueille jusqu’à près de 8000 spectateurs (ce qui représente un cinquième de la population de l’époque) pour voir jouer l’équipe première mais aussi des joueurs de renommée des équipes adverses, comme Michel Platini, Delio Onnis, Roger Milla ou Jean Tigana.
Lors de la saison 1986-1987, après avoir battu l’AS St Étienne en seizièmes de finale de la Coupe de France, les martégaux sont battus au tour suivant par le Stade de Reims en huitième de finale.
Pour pérenniser le club et réaliser de belles saisons, le club fait signer plusieurs joueurs de niveau Division 1 tels que Luhovy, Adémir, Boubacar, Piton, Cantona, Di Méco qui s’intègrent rapidement à l’identité martégale des Henri Canet dit « le gaulois », Patrick Dho, Martinez, ou encore des joueurs formés à Martigues comme Patrick Blondeau, Ali Benarbia, sous la houlette de Yves Herbet ou Orsatti (élu entraîneur de l’année en Division 2 en 1989).

### L'accession à la Division 1 (1987-1993)
Après plusieurs saisons difficile, le FCM va connaître une saison inattendue sous la présidence de Michel Bérard et de l’ancien vert Christian Sarramagna. Le club, en proie à des difficultés financières face aux grosses cylindrées, récupère des joueurs prêtés ou en fin de carrière, comme Roche, Chavrondier (Lyon), Jean-Roch Testa (Le Havre), Castro (Montpellier), Sausset (Lens), Patrick Blondeau, Durand associés aux joueurs formés au club tels que Benarbia, Mazzoncini, Petrucci et encadrés par Stéphane Pounewatchy et Henri Canet.
Cet amalgame connaît un début de saison tonitruant mettant le groupe martégal en confiance et lui permettant d’aller en Division 1. À trois journées de la fin du championnat, le FCM obtient une belle victoire face à l’AS Cannes, son concurrent direct. Ensuite, le FCM remporte le derby face au FC Istres, ce qui le rapproche un peu plus de l’accession. Enfin, 15 mai 1993, le club lors du dernier match de la saison au stade Francis Turcan face à l’US Créteil, devant environ 6000 spectateurs, accède à l’étage supérieur grâce à Jean-Roch Testa (meilleur buteur du club) en inscrivant deux buts dans cette rencontre. Pour se mettre en conformité avec les règlements de la Division 1, le stade va recevoir quelques aménagements avec la création de nouvelles tribunes (Canal, Pesages Est et Ouest).

### Succès et mésaventures (1993-2002)
| \| Durand Bouisset Rabat Dubois Petrucci Chaintreuil Romano Bouquet Mazzoncini Benarbia Tholot \| Équipe-type de la saison 1994-1995 |
| Durand Bouisset Rabat Dubois Petrucci Chaintreuil Romano Bouquet Mazzoncini Benarbia Tholot                                          |

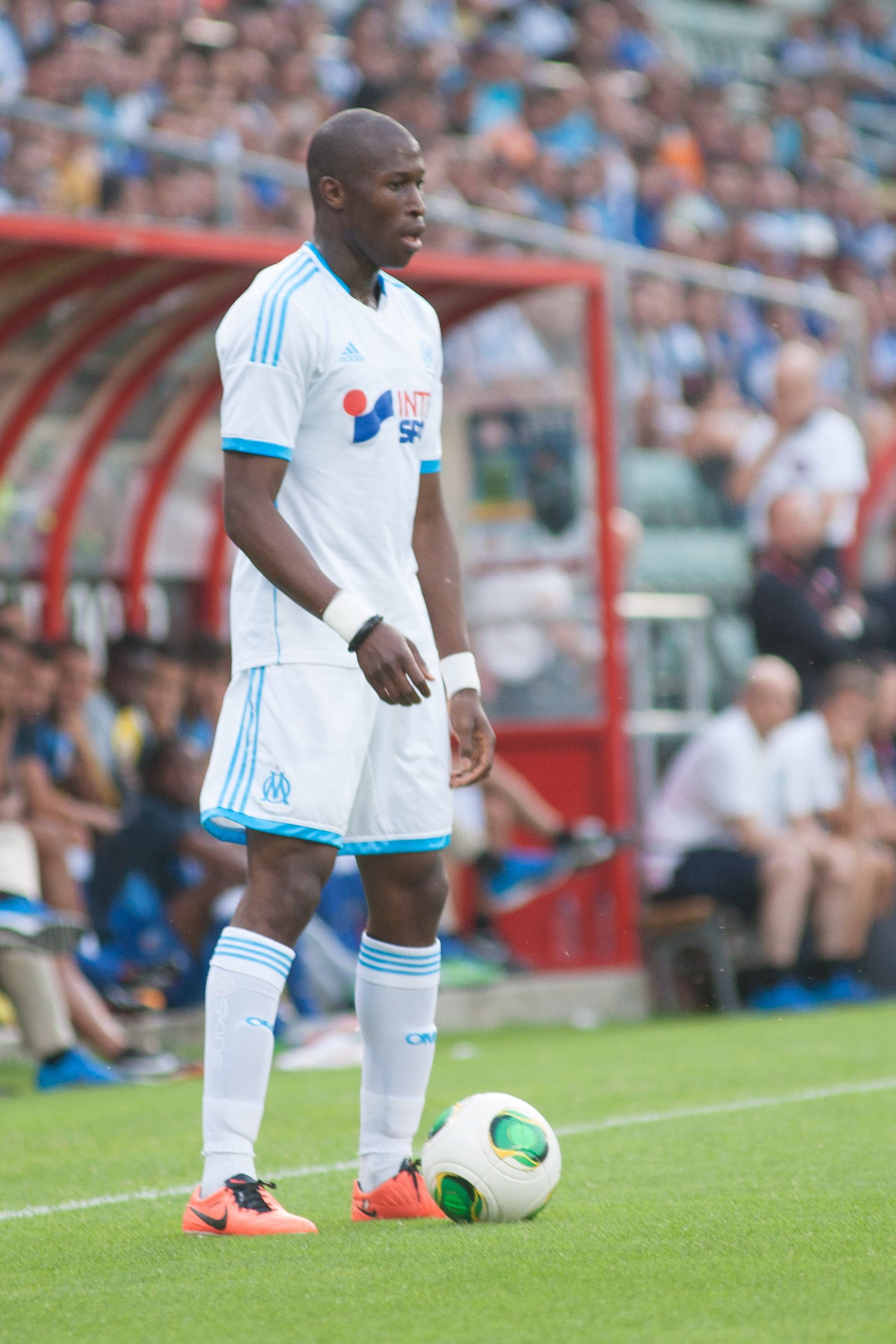
Rod Fanni a commencé sa carrière professionnelle sous les couleurs martégales.

La saison 1993-1994 du club voit du beau jeu mais pas souvent récompensé. Après le départ des joueurs prêtés et de Henri Canet et malgré l'arrivée, controversée, de Ferreri, la nouvelle équipe termine à la 18e place (normalement synonyme de descente) et obtient, grâce aux déboires de son voisin de l’Olympique de Marseille, le droit de rester parmi l'élite du football français.
René Exbrayat succède à Christian Sarramagna et le FCM recrute des joueurs désireux de montrer leur potentiel ou de connaître d’autres horizons, tels que Didier Tholot, Chaintreuil, Bouquet, Serge Romano, Rabat ou encore Collot.
La saison 1994-1995 voit briller le FCM battre sur le score de 1 à 0 et Bastia (5-2), ou encore des résultats nuls face au PSG (1-1) et face au FC Nantes (3-3 après avoir été menées 3-0 pendant 60 minutes), pour une seule défaite face à Nice. Le club martégal finit à la onzième place du championnat et manque la coupe Intertoto au goal-average avec le RC Strasbourg.
À la fin de la saison 1995-1996, le club descend et ce malgré le limogeage de l’entraîneur René Exbrayat remplacé par Patrick Parizon avec lequel l'équipe reste invaincue.
Pour son retour en Division 2, et malgré une belle équipe avec le buteur Franck Priou, Cédric et Jacques Rémy, Djamel Belmadi, la suite de la saison 1996-1997 est difficile et coûte l'accession.
Martigues termine en dernière position à la fin de la saison 1997-1998 et se descend en National. La chute est difficile et le leitmotiv pour la saison 1998-1999 est le retour aux valeurs régionales et à la mise en avant des jeunes pousses du club (Barket Bekrar, Ait Atmane, Rod Fanni, Camille Borios) qui vont sauver le club de justesse et éviter de descendre en CFA.
Pour la saison 1999-2000, l’effectif martégal se reforme autour du buteur Jacques Rémy, avec la venue d’Olivier Frapolli, Leroy, Davezac notamment, et avec les joueurs du cru tels que Bekrar, Fanni ou Borios. Le début de saison est mauvais (17e place), et l'arrivée de Mahmoud Guendouz prenant la suite de Christian Dalger, va redynamiser les troupes et permettre au groupe de terminer vice-champion de France après avoir été presque imbattable durant la seconde partie du National.
Lors de la saison 2000-2001, le FCM alors en Ligue 2 finit à la 18e place, mais obtient son maintien grâce à la rétrogradation de Toulouse en National. C'est durant cette saison qu'est fondé le groupe de supporters appelé "Maritima Supra".
Durant la saison 2001-2002, sous la présidence de Philippe Yérolymos, Mahmoud Guendouz est limogé, c’est Christian Caminiti puis Guy David suivi de Baptiste Gentili qui lui succèdent. Cependant, le FCM ne se relève pas et sombre dans une spirale négative. Les martégaux terminent derniers et descendent en National.

### Les saisons noires (2002-2005)
En 2002-2003, l’équipe dirigée par Michel Estevan puis par Roland Gransart termine à la cinquième place. Cette saison reste tout de même marquée par un beau parcours puisque le FCM arrive en quart de finale de la Coupe de France mais s’incline à domicile face au PSG (0- 1, but de Ronaldinho), et en 16e de finale de la Coupe de la Ligue contre le FC Metz (défaite 0-1). En 2003, Martigues est rétrogradé administrativement en CFA (D4). Il faudra attendre trois saisons pour revoir évoluer le FCM en National.

### Entre National et CFA (2005-2024)
Lors de la saison 2005-2006, la formation martégale retrouve de la sérénité et la stabilité sous la présidence de Vincent Caserta et avec l’entraîneur Patrice Eyraud, ancien joueur de l’Olympique de Marseille. Le FCM finit leader de son groupe de CFA, après 24 matchs sans défaites et avec la meilleure défense des 4 groupes de CFA, et effectue donc son retour en National. Le club parvient à se maintenir lors de la dernière journée du National en battant le voisin nîmois 3 buts à 1 lors de la saison 2006-2007. Alors que le FCM mise sur le maintien à l’issue de la saison 2007-2008, les martégaux n’arrivent pas à trouver leur jeu et malgré les 15 buts marqués par l’attaquant Maurice-Junior Dalé, révélation de la saison en National, les résultats ne sont clairement pas au rendez-vous. Patrice Eyraud est remplacé par Claude Calabuig, mais cela ne suffira pas à renverser la vapeur et le FCM redescend à nouveau en CFA. En 2008-2009, le club de Vincent Caserta a l’ambition de retrouver le National, l’effectif est alors renouvelé à 90%. Sur les 13 dernières rencontres, le club ne connaîtra qu’une seule défaite face à l’US Marignane sur le score de 3 buts à 1. Les martégaux terminent à la quatrième place après avoir été dix-septième en début de saison. Le début de saison 2009-2010 a été marqué par la maladie de l’entraîneur Claude Calabuig, ceci touchant l’ensemble des joueurs et rendant la saison difficile. À l'issue de la saison 2010-2011, le FCM remonte en National puis redescend la saison suivante. Enfin, pour la saison 2011-2012, Martigues a été repêché pour jouer en National meilleur deuxième de CFA car Pacy a été rétrogradé administrativement en CFA. Il redescendra en CFA à la fin de la saison. Le club assure son maintien en CFA lors de la saison 2016-2017 terminant à la onzième place.
Le 16 mai 2017, Baptiste Giabiconi devient le nouvel actionnaire du club martégal et est élu président du directoire le mois suivant à la suite du vote lors d'une assemblée générale extraordinaire. Un nouveau projet voit ainsi le jour : « Objectif Pro 2022 ». Le projet a pour ambition de retrouver le professionnalisme d'ici 5 ans en remontant en Ligue 2, compétition à laquelle a participé le FCM pour la dernière fois lors de la saison 2001-2002, quitte à faire table rase du passé. Le club change de logo et de dénomination, oubliant le "FC Martigues" pour devenir le "Martigues FC". Pour porter ce projet, Farid Fouzari devient l'entraîneur de l'équipe première en lieu et place de Frédéric Cravero qui avait réussi à maintenir le club en CFA lors de la saison 2016-2017. La première recrue phare du nouveau projet se nomme Paul Alo'o Efoulou, international camerounais passé par la Ligue 1 et la Ligue 2 notamment. En novembre 2017, c'est l'ancien défenseur martégal Éric Chelle qui devient l'entraîneur de l'équipe première en lieu et place de Farid Fouzari. En raison d'une mauvaise gestion financière, Giabiconi quitte le club en mai 2018 et c'est la mairie qui récupère le club avant que le nouveau repreneur, Alain Nersessian, arrive à Martigues en mai 2019.
Après une saison compliquée à cause de la pandémie de la Covid-19, le FC Martigues annonce le départ de leur entraîneur Éric Chelle le 10 mai 2021. Cinq jours plus tard, le club annonce l'arrivée de leur nouvel entraîneur Grégory Poirier. Avec ce nouvel entraîneur le FCM devient champion de National 2 en 2022 et monte en National après 10 saisons passées en National 2. Pour son retour en National, le FCM réalise une très belle saison qui verra le club se battre jusqu'à la dernière journée pour obtenir une promotion en Ligue 2. Finalement le FCM terminera la saison 2022-2023 à la 4e place de National à seulement 2 points de la 2e place, synonyme de promotion en Ligue 2.
En 2023, le journaliste Romain Molina, révèle des scandales au sein du club : un potentiel détournement de fonds, avec la disparition de 465 000 € sur un dépôt de garantie de 650 000 € apporté par Vartan Sirmakes pour couvrir les litiges aux Prud'hommes et à l'Urssaf issues des présidences précédentes. Romain Molina évoque également un déficit de plus d'1,5 million d'euros, ainsi qu'une série d'incendies criminels non élucidés au siège du club. Alain Nersessian se justifie dans un entretien avec La Provence Les 465 000 € évoqués seraient en réalité un apport en droit de reprise à rendre d'ici 2027. Il confirme également que le FCM a dépassé son budget prévisionnel, ce qui n'a finalement pas empêché le club d'avoir son budget validé avec un encadrement de la masse salariale. Alors que l'équipe est en position de pouvoir monter en Ligue 2, les propriétaires du club décident de se séparer d'Alain Nersessian. Il sera resté en fonction 5 ans et aura été un rouage essentiel du retour au premier plan du club.

### Retour dans le monde professionnel (2024-2025)
Le 18 mai 2024, le groupe dirigé par Grégory Poirier officialise son retour dans le monde professionnel avec une montée en Ligue 2 obtenue grâce à un succès 1-0 contre Nîmes au stade Francis-Turcan. C'est donc 22 ans après leur dernière participation à la Division 2 que les Martégaux retrouvent l'antichambre de l'élite. Cette accession marque la fin d'un cycle avec deux accessions en trois saisons, Grégory Poirier quitte le club pour rejoindre le Red Star, également promu en Ligue 2 et champion de National,. Plusieurs cadres de l'équipe quittent l'équipe, comme Amine Hemia parti pour Guingamp.
Une réorganisation du club en vue de sa professionnalisation est engagée par le consortium américain propriétaire du club. Le départ de Columbus Morfaw est annoncé peu avant l'officialisation de l'arrivée de Pierre Wantiez en tant que président du club. Galeb-Roskopp (créatrice de joaillerie Misahara) et son mari Rob Roskopp (ancien champion de skateboard et cofondateur de Santa Cruz Bikes) deviennent propriétaires du FC Martigues avec Nisa Saveljic, tous associés au sein de la société EU FUTBOL LLC.
Le club annonce le 1er juillet par la voix de son nouveau président qu'il évoluera au Stade Vélodrome pour la première partie de saison de Ligue 2 à venir. Le stade sera mis à disposition dans une configuration réduite avec l'ouverture de la tribune Ganay pour le public et Jean-Bouin réservée uniquement à la presse, staffs et officiels,,. Dès octobre 2024, le club quitte le Stade Vélodrome de Marseille dû au coût prohibitif (150 000 € par match) et l'absence d'engouement du public. Le FC Martigues quitte le Vélodrome sans y avoir jamais gagné (3 défaites, 1 nul). Le club joue "à domicile" dès le match face au Rodez AF en Ligue 2 au Stade Jean-Laville de Gueugnon, à plus de 450 km de Martigues avant de retrouver le stade Francis Turcan en 2025 pour la première d'Hakim Malek.
À la fin de la saison 2024-2025, Martigues termine 17e et est relégué en National puis administrativement en Régional 1.

## Identité du club

### Couleurs
Les différentes équipes du club arborent du rouge et du jaune.

### Logos

Ancien logo (1993-2010)
Ancien logo (2010-2013)
Ancien logo (2013-2017)
Ancien logo (2017-2018)
Ancien logo (2018-2020)
Ancien logo (2020-2025)
Logo actuel (2025-)

## Palmarès et records

### Palmarès
Le tableau suivant récapitule les compétitions remportées par le FC Martigues ainsi que les meilleures performances réalisées dans les plus grandes compétitions françaises.
| Championnats nationaux | Coupes nationales |
| --- | --- |
| - Championnat de France - Meilleur classement : 11e en 1995. - Championnat de France D2 (1) - Champion en 1993. - Championnat de France D3 - Vice-champion en 2000 et 2024. - Vainqueur de groupe en 1974. - Championnat de France D4 (1) - Champion en 2022. - Vainqueur de groupe en 2006. | - Coupe de France - Meilleure performance : quart de finaliste en 1981 et 2003. - Coupe de la Ligue - Meilleure performance : 8e de finaliste en 1998. |
| Compétitions régionales | Équipes de jeunes |
| - DH Méditerranée (2) - Champion en 1970 et 1989. - Coupe de Provence (2) - Vainqueur en 1979 et 1984. | - Coupe Gambardella (1) - Vainqueur en 1968. |

### Bilan sportif
Le tableau suivant présente le bilan sportif du club martégal.

### Chronologie des championnats
La frise suivante montre l'évolution des championnats de la Fédération française de football auxquels le FC Martigues a participé depuis 1970.

## Personnalités du club

### Propriétaires
- juin 2023 - :  EU FUTBOL LLC[25]

### Présidents
- Dans les années 1970 :  Huc[26]
- Dans les années 1980 :  Jean-Marie Bianchi[26]
- De 1989 à 1992 :  Jean Patti[26]
- Dans les années 1990 :  Michel Bérard[26]
- Dans les années 2000 :  Jean-Pierre Astier[26]
- 2005 - juin 2017 :  Vincent Caserta[27]
- juin 2017 - juillet 2018 :  Baptiste Giabiconi[28]
- juillet 2018 - mai 2019 :  Roger Klein[29]
- mai 2019 - avril 2024 :  Alain Nersessian[30]
- avril 2024 - juin 2024 :  Columbus Morfaw[31]
- juillet 2024 - :  Pierre Wantiez[32]

### Entraîneurs
| Nom                  | Période                 |
| -------------------- | ----------------------- |
| Georges Kramer       | 1945-1946               |
| René Dambrine        | 1947-1948               |
| Robert Costamagna    | 1948-1951               |
| Albert Molina        | 1953–1955               |
| René Défossé         | 1955–1957               |
| Huart Roger          | 1957-1962               |
| Émile Daniel         | 1962-1965               |
| Valentin Navarro     | 1965-1966               |
| Francis Péri         | 1966-1967               |
| Jacques Sucré        | 1967-1980               |
| Yves Herbet          | 1980-1982               |
| Henri Noël           | 1982-décembre 1984      |
| Michel Legros        | décembre 1984-juin 1985 |
| Yves Herbet          | juin 1985-janvier 1988  |
| Paul Orsatti         | janvier 1988-juin 1992  |
| Christian Sarramagna | juin 1992-juin 1994     |

| Nom                | Période                     |
| ------------------ | --------------------------- |
| René Exbrayat      | juin 1994-mars 1996         |
| Patrick Parizon    | mars 1996-juillet 1998      |
| Yves Herbet        | juillet 1998-septembre 1998 |
| Mahmoud Guendouz   | septembre 1998-juin 1999    |
| Christian Dalger   | juin 1999-octobre 1999      |
| Mahmoud Guendouz   | octobre 1999-décembre 2000  |
| Christian Caminiti | décembre 2000-oct. 2001     |
| Guy David          | octobre 2001-décembre 2001  |
| Baptiste Gentili   | décembre 2001-juin 2002     |
| Michel Estevan     | juin 2002-janvier 2003      |
| Roland Gransart    | janvier 2003-juin 2003      |
| Franck N'Dioro     | juin 2003-février 2004      |
| Michel Estevan     | février 2004-novembre 2004  |
| Patrice Eyraud     | novembre 2004-avril 2008    |
| Claude Calabuig    | avril 2008-2010             |

| Nom               | Période                    |
| ----------------- | -------------------------- |
| Franck Priou      | 2010-2011                  |
| Jérôme Erceau     | 2011-février 2012          |
| Jean-Luc Vannuchi | février 2012-mars 2014     |
| Jean-Luc Escayol  | mars 2014-mai 2014         |
| Franck Priou      | mai 2014-mai 2016          |
| Franck N'Dioro    | mai 2016-mars 2017         |
| Frédéric Cravero  | mars 2017-mai 2017         |
| Farid Fouzari     | mai 2017-novembre 2017     |
| Éric Chelle       | novembre 2017-mai 2021     |
| Grégory Poirier   | mai 2021-mai 2024          |
| Thierry Laurey    | juillet 2024-décembre 2024 |
| Ibrahim Rachidi   | décembre 2024-janvier 2025 |
| Hakim Malek       | janvier 2025-mai 2025      |
| Salim Mramboini   | juillet 2025 -             |

### Joueurs emblématiques
Plusieurs joueurs internationaux ont arboré la tunique martégale comme l'attaquant international sénégalais Sarr Boubacar, et les français Éric Di Meco, Rod Fanni, Bernard Bosquier, Jean-Marc Ferreri ou encore Éric Cantona.

## Effectif professionnel actuel
Le premier tableau liste l'effectif professionnel du FC Martigues pour la saison 2024-2025. Le second recense les prêts effectués par le club lors de cette même saison.
En grisé, les sélections de joueurs internationaux chez les jeunes mais n'ayant jamais été appelés aux échelons supérieurs une fois l'âge-limite dépassé ou les joueurs ayant pris leur retraite internationale.

## Stades
- Stade Albert Pommé (début du XXe siècle)

- Stade Aldéric Chave (construit peu avant le début de la Seconde Guerre mondiale)

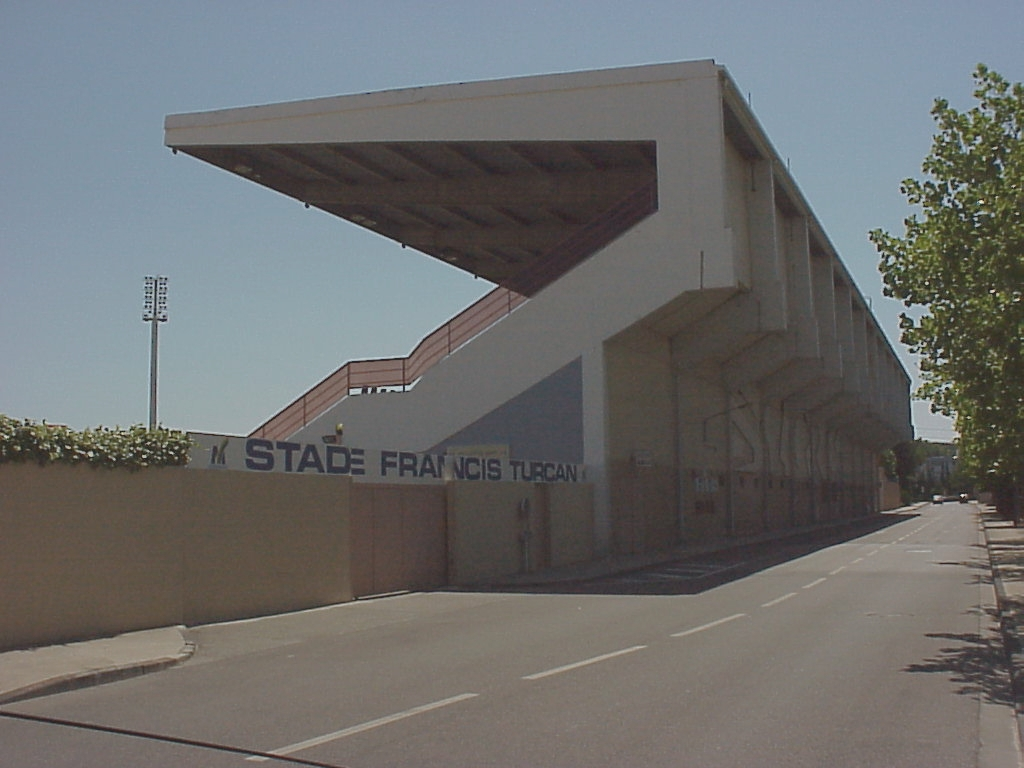
Le stade Francis Turcan.

- Stade Francis-Turcan (stade actuel). Il doit son nom a un ancien maire de la ville de Martigues. Il est construit en 1965 avec une capacité de 2 500 places. En 1993, lors de l'accession du club en Division 1, des travaux sont réalisés afin de rendre le stade aux normes. Il possède désormais une capacité de 11 500 places assises.

Il a servi au tournage du film Les Collègues de Philippe Dajoux avec Joël Cantona et Patrick Bosso durant l'été 1998.
- Complexe sportif Julien Olive (équipe réserve)

## Aspects économiques et juridiques

### Aspects économiques

#### Budget prévisionnel
Le tableau ci-dessous résume les différents budgets prévisionnels du club saison après saison.
| Saison | 2016-2017 | 2017-2018 | 2018-2019 | 2019-2020 | 2020-2021 | 2021-2022 | 2022-2023 | 2023-2024 | 2024-2025 |
| Budget | 1,2 M€    | N.C       | N.C       | N.C       | N.C       | N.C       | 2 M€      | 3,5 M€    | 6 M€      |

## Rivalités

### Avec l'Istres FC
Si de nombreux clubs sont présents sur le pourtour de l'étang, le principal derby reste celui entre Martigues et son voisin du Istres FC nommé "derby de l'Etang de Berre". Historiquement, les derbys de l'Etang tournent à l'avantage des martégaux comme l'attestent le bilan suivant pour le FCM à savoir de 12 victoires, 11 matchs nuls et seulement 4 défaites.

### Avec l'US Marignane
Les deux villes, tout de même situées à 13 km l'une de l'autre, n'évoluent pas dans le même championnat actuellement mais ont évolué plusieurs saisons dans la même division auparavant. Historiquement, ce derby tourne à l'avantage des marignanais comme l'attestent le bilan suivant pour le Marignane GCB FC à savoir de 7 victoires, 4 matchs nuls et seulement 2 défaites.

### Avec le SC Toulon
Les deux clubs ont évolué ensemble pendant 16 saisons. Cependant, les périodes communes sont très courtes, et espacées dans le temps. La rivalité entre les deux clubs n'est donc pas réelle, d'autant plus que Martigues arrive en Division 1 l'année où Toulon est relégué. Historiquement, ce derby tourne à l'avantage des toulonnais comme l'attestent le bilan suivant pour les toulonnais à savoir de 17 victoires, 7 matchs nuls et 12 défaites contre les martégaux.